# Darius Kuolys
Darius Kuolys (ur. 17 czerwca 1962 w Wilnie) – litewski filolog, dziennikarz, publicysta, działacz społeczny i polityk, minister kultury i edukacji w latach 1990–1992.

## Życiorys
W latach 1980–1985 studiował filologię litewską na Uniwersytecie Wileńskim. W 1990 ukończył aspiranturę, a dwa lata później uzyskał stopień doktora nauk humanistycznych.
Od 1985 pracował w katedrze literatury litewskiej Uniwersytetu Wileńskiego. W latach 1988–1990 był publicystą drugoobiegowego czasopisma kulturalnego „Sietynas”. W 1990 objął stanowisko ministra kultury i edukacji w pierwszym rządzie niepodległej Litwy. Pełnił tę funkcję w trzech kolejnych gabinetach. Z urzędu ministra odszedł w 1992. Pozostał w resorcie jako zastępca ministra (do 1993).
W latach 1993–1998 był wicedyrektorem Litewskiego Instytutu Literatury i Folkloru. Następnie do 2002 doradzał prezydentowi Valdasowi Adamkusowi w kwestiach polityki społecznej. W 2003 powrócił do pracy w Litewskim Instytucie Literatury i Folkloru. W 2004 został dyrektorem Instytutu Społeczeństwa Obywatelskiego. Od 2004 do 2012 prowadził programy Tarp Rytų ir Vakarų w litewskim radiu oraz Sankirtos w telewizji BTV. Ponownie zajął się także działalnością akademicką.
W 2012 był wśród założycieli ugrupowania Lietuvos Sąrašas. W 2015 z jego ramienia uzyskał mandat radnego miejskiego w Wilnie.

## Wybrane publikacje
- Asmuo, tauta, valstybė Lietuvos Didžiosios Kunigaikštystės istorinėje literatūroje: renesansas, barokas, Wilno 1992